# 충남기계공업고등학교 축구부
충남기계공업고등학교 축구부는 충남기계공업고등학교의 축구부로 대전 하나 시티즌의 U-18팀이다.

### 유명 배출 선수
- 박기동
- 정연웅
- 김연수
- 황인범
- 박영수
- 남윤재
- 이정문
- 윤도영

## 감독 연혁
| 이름   | 재임시즌  |
| ------ | --------- |
| 이호길 | 2004-2007 |
| 손봉경 | 2008-2009 |
| 임기한 | 2010-2011 |
| 정갑석 | 2012-2015 |
| 박철   | 2016      |
| 오세종 | 2017-현재 |